# Фикка, Билли
Уильям Джозеф Фикка (род. 15 февраля 1950, Делавэр) — американский барабанщик, один из основателей рок-групп Television и The Waitresses.

## Карьера
Итальянец по происхождению, Фикка был другом детства Тома Верлена (он же Том Миллер). Верлен переехал в Нью-Йорк и в 1972 году вместе с Ричардом Хеллом (Richard Meyers) собрал The Neon Boys. Они наняли Фикку своим барабанщиком, а затем, с добавлением второго гитариста Ричарда Ллойда, сменили название на Television. После распада Television Фикка присоединился к The Waitresses. Фикка также работал с Nona Hendryx & Zero Cool, 40 Families и The Washington Squares. Он часто выступал с гитаристом и вокалистом Томом Верленом и басистом Ричардом Хеллом, а также с басистом Клинтом Баром. Он также играл с французской поэтессой и певицей Сафо в 1980 году на её пластинке «Sapho».
Участвовал в записи альбомов Dave Rave, Glen or Glenda, The Novellas, Eugene Ripper, Shane Faubert, Brian Ritchie и Lach and the Secrets. Выступает с Television, Gary Lucas, Dylan Nirvana and the Bad Flowers, Gods and Monsters, New York Blues Project, The Original Dharma Bums и Uncle Bob NYC.